# I compagni
I compagni è un film del 1963 diretto da Mario Monicelli.
La pellicola fu scritta dal regista insieme alla coppia Age & Scarpelli e fu candidata ai Premi Oscar 1964 per la migliore sceneggiatura originale.
Le scene a Torino furono girate a partire dal 1º marzo 1963.

## Trama

Una scena del film con Bernard Blier, Renato Salvatori e Pippo Starnazza

Martinetti (Bernard Blier) in una scena

Niobe (Annie Girardot) in una scena

Bianca (Raffaella Carrà) in una scena

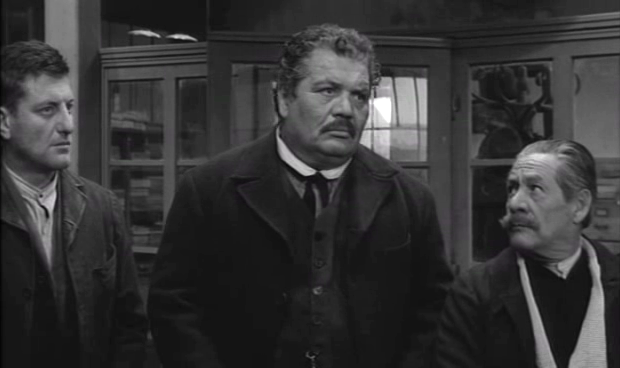
Pautasso (Folco Lulli) in una scena

Torino, fine Ottocento. In una fabbrica tessile, l'ennesimo grave incidente spinge gli operai a richiedere migliori condizioni di lavoro. Quando la loro richiesta di ridurre l'orario di lavoro da quattordici a tredici ore viene del tutto ignorata, decidono di compiere un gesto dimostrativo, suonare la sirena di fine turno in anticipo di un'ora, che procura però una multa a tutti e una sospensione a Pautasso, l'autore materiale.
Gli operai organizzano quindi uno sciopero, approfittando dell'esperienza in materia dell'esperto professor Sinigaglia, appena giunto in città proveniente da Genova, ricercato dalla polizia per aggressione ad un pubblico ufficiale durante una manifestazione. I padroni per risolvere la situazione sono disposti a ritirare multa e sospensione e "perdonare" gli operai influenzati da "agitatori di professione", ma gli operai non possono accettare una concessione così modesta rispetto al livello ormai raggiunto dalla protesta.
Di fronte alla resistenza degli operai, che tengono duro, forti della reciproca solidarietà, i padroni arrivano a chiamare lavoratori disoccupati da un'altra città. Gli scioperanti tentano di bloccare il treno che trasporta i crumiri, ma durante gli scontri Pautasso perde tragicamente la vita. Il prof. Sinigaglia, visti i precedenti, è costretto a nascondersi e trova un accogliente rifugio nella casa della prostituta Niobe, figlia di un operaio che l'ha ripudiata per la sua scelta di vita.
I lavoratori in sciopero, dopo aver resistito un intero mese, sono ormai prossimi a cedere, ignorando di aver portato i padroni sul punto di cedere per primi. Mentre gli operai hanno già votato per la ripresa del lavoro, il prof. Sinigaglia lascia il comodo nascondiglio, rischiando l'arresto per parlare agli operai, giunge trafelato e riesce a riaccendere in loro il desiderio di proseguire la lotta con la sua appassionata retorica, che riecheggia il discorso di Marco Antonio nel Giulio Cesare di William Shakespeare.  Spinti dalle parole del professore, i lavoratori marciano in corteo verso la fabbrica per occuparla. Ma la cavalleria, chiamata a difendere la fabbrica, spara sulla folla e uccide Omero, uno degli operai più giovani, appena un ragazzino, mentre Sinigaglia viene infine arrestato.
Il professor Sinigaglia, dal carcere, continua a diffondere le sue idee di progresso sociale, mentre altri lavoratori come Raoul portano avanti la lotta. Gli operai infine tornano al lavoro, sconfitti. Fra loro il fratello minore del ragazzo ucciso, che ne ha preso il posto.

## Produzione
L'idea del film venne a Monicelli mentre si trovava con il produttore Franco Cristaldi a Parigi in Place de la Bastille. La Rivoluzione Francese gli fece venire in mente le lotte, molto meno note, degli operai italiani alla fine dell'Ottocento, quando l'orario di lavoro era di 14 ore al giorno.
Per preparare il film, Monicelli e gli sceneggiatori Age e Scarpelli studiarono i saggi storici sulle lotte operaie di fine Ottocento, i libri di Edmondo De Amicis, gli atti di vecchi processi contro scioperanti, le riviste operaie dell'epoca, intere pagine del quotidiano socialista Avanti!, e riuscirono anche a trovare e intervistare in un ospizio torinese alcuni vecchietti che avevano partecipato alle lotte operaie dei primi anni del Nocevento.
Il regista, che all'epoca aveva dichiarate simpatie per il Partito Socialista, si servì anche del contributo di Alberto Cappellini, ex capo partigiano torinese, e fece un patto con gli operai (tra gli altri, quelli delle cartiere ICA e della fabbrica Stella): avrebbero partecipato al film in qualità di comparse in cambio di un contributo economico alle loro lotte.
Il soggetto era stato pensato per Alberto Sordi, che però lo trovò troppo impegnato e troppo poco divertente, per cui gli autori ripiegarono su Marcello Mastroianni, un Mastroianni però con un look inedito, occhialini da intellettuale e capelli arruffati da barbone.
Non fu possibile girare il film a Torino, dov'era ambientato, perché la città era troppo cambiata dalla fine dell'Ottocento. A Torino fu girata soltanto (nel cortile di un'abitazione di via Verdi) qualche inquadratura, mentre la maggior parte delle riprese si svolsero a Moncalieri, Cuneo, Savigliano e anche a Zagabria (dove si girarono anche gli interni della fabbrica).
Al direttore della fotografia, Giuseppe Rotunno, Monicelli chiese di ricreare un'atmosfera visiva che ricordasse le copertine della Domenica del Corriere.

## Accoglienza
Rifiutato dalla Mostra di Venezia, che era diretta all'epoca da Luigi Chiarini, il film fu presentato in anteprima al 35º congresso del Partito Socialista,
Ebbe scarso successo di pubblico in Italia, forse per via del titolo che spaventava la borghesia degli anni del miracolo economico, ma piacque in Francia e negli Stati Uniti, dove ebbe una nomination all'Oscar per la sceneggiatura .
Secondo Marcello Mastroianni, il film andò male a Torino, dov'era ambientato, per via anche di una battuta piuttosto pesante dell'operaio Pautasso (Folco Lulli) sull'ex capitale d'Italia.

## Critica
Benché Monicelli lo preferisse al suo precedente e popolare La grande guerra, il film non fu amato in patria.
Uno dei pochi critici a parlarne bene fu Alberto Moravia, secondo il quale «sotto la vernicetta deamicisiana c’è abbastanza Marx per considerare I compagni un film maturo e intelligente che getta un raggio di luce sopra aspetti della realtà di rado toccati, almeno in Italia, dal cinema».
Aldo Viganò ha sottolineato come I compagni si distingua dalle altre commedia all'italiana dell'epoca e sia la prima a mettere in scena non soltanto uno o due personaggi isolati, ma il popolo-massa, che ne è il vero protagonista.
Secondo Enrico Giacovelli, «questa sorta di Grande guerra con la fabbrica al posto delle trincee e le battaglie per i propri diritti al posto di quelle per i diritti del re e della patria è uno dei capolavori di Monicelli e resta a tutt’oggi l’unico film che abbia saputo raccontare in modo popolare (non populistico) e democratico (non demagogico) problemi inusuali per la commedia quali il diritto di sciopero e i rapporti tra intellettuali e masse operaie».
Il Dizionario Mereghetti lo definisce «un affresco spettacolare, divertito e malinconico sul nascente movimento operaio [...] una commossa rievocazione del socialismo torinese agli inizi del secolo».
Il Dizionario Morandini critica le «parti deboli dove è evidente l'intenzione di creare un'atmosfera nazional-popolare», che tendono verso Edmondo De Amicis, ma loda le «parti valide piene di verità», la fotografia di Rotunno e l'interpretazione di Mastroianni.

## Curiosità
La scena degli operai che rubano il carbone dalla stazione ferroviaria si ispira a un fatto realmente accaduto e raccontato ai collaboratori di Monicelli da alcuni anziani operai che avevano partecipato agli scioperi di inizio Novecento.

## Riconoscimenti
- Nastri d'argento 1964 - Premio a Folco Lulli come migliore attore non protagonista
- Premio come Miglior film al Festival internazionale del cinema di Mar del Plata
- Candidatura ai Premi Oscar 1964 per la migliore sceneggiatura originale ad Age & Scarpelli e Mario Monicelli